# جبريل غيرفيه
جبريل غيرفيه هو لاعب كرة قدم كندي، ولد في 18 سبتمبر 1976 في مونتريال في كندا. شارك مع منتخب كندا لكرة القدم. أما مع النوادي، فقد لعب مع إمباكت مونتريال.

## وصلات خارجية
- جبريل غيرفيه على موقع الاتحاد الدولي (مؤرشف)  (الإنجليزية)
- جبريل غيرفيه على موقع قاعدة بيانات كرة القدم.إي يو (الإنجليزية)
- جبريل غيرفيه على موقع ناشيونال فوتبول تيمز (الإنجليزية)